# Oberea oculata
Oberea oculata је врста инсекта из реда тврдокрилаца (Coleoptera) и породице стрижибуба (Cerambycidae).

## Опис
Ово је најкрупнија врста рода Oberea са две карактеристичне црне пеге на пронотуму, на коме нема црног базалног руба, по чему се и разликује од сличне врсте Musaria affinis. Покрилца су уједначене ширине. Дужина тела креће се у опсегу од 15 до 21 mm.

## Распрострањеност
Oberea oculata је широко распрострањена стрижибуба, забележена у северној Африци (Мароко), у Азији (Турска, Кина, Монголија, Северна Кореја) као и у готово свим државама у Европи. Ова врста је у Србији забележена на већем броју локалитета, и у низијским и у брдско-планинским подручјима.

## Станиште
Ова врста се јавља на различитим типовима станишта и у великом опсегу надморске висине. С обзиром на то да је ова врста развићем ларве везана за врбу, најчешће се јавља у врбацима поред водених површина и токова.

## Биљка хранитељка
Биљке хранитељке ове врсте су различите врсте врба (Salix sp.), попут S. acutifolia, S. alba, S. caprea, S. pentandra, S. triandra, S. viminalis, S. fragilis али и јасика (Populus tremula).

## Галерија
- препарирана јединка - латерално
- јединка у природи
- дорзални поглед